# Casimirô Vương Di Lộc
Casimir Vương Di Lộc (1943 – 2017, tiếng Trung:王彌祿, tiếng Anh:Casimir Wang Mi-lu) là một giám mục người Trung Quốc của Giáo hội Công giáo Rôma. Ông từng đảm nhận chức vị Giám mục chính tòa Giáo phận Thiên Thủy (còn gọi là Tần Châu).

## Tiểu sử
Giám mục Vương sinh ngày 24 tháng 1 năm 1943 trong một gia đình Công giáo có nhiều ơn gọi, ngoài ông còn có hai em trai khác của ông được chọn làm Giám mục: Gioan Baotixita Vương Nhã Hàn, Giám mục Khang Định và Giám mục Gioan Vương Nhã Vọng, giám mục Thuên Thủy, kế vị ông. Sau quá trình tu học, sau khi mãn khóa chủng viện, ngày 13 tháng 5 năm 1980, ông thụ phong chức vị linh mục. Không lâu sau đó, Tòa Thánh mật báo việc chọn linh mục Casimir Vương Di Lộc làm Giám mục chính tòa Giáo phận Thiên Thủy, giáo phận đã trống tòa 22 năm, kế vị Giám mục người Đức Peter G. Grimm. Ông trở thành giám mục Chánh tòa Tiên khởi người Trung Quốc của Giáo phận này. Lễ tấn phong cho Tân giám mục diễn ra cách bí mật ngày 20 tháng 2 năm 1981. Chính quyền Trung Quốc bác bỏ việc bổ nhiệm và tấn phong này của Tòa Thánh, đồng thời chọn linh mục Augustinô Triệu Kinh Nông làm Giám mục chính tòa mà không có phép Tòa Thánh. Giám mục Triệu sau này hiệp thông trở lại với Giáo hội Công giáo, nhưng không được công nhận chức vị Giám mục. Giám mục Vương Mịch Lộc bất ngờ từ chức Giám mục Thiên Thủy ở tuổi 60 ngày 24 tháng 7 năm 2003. Giám mục chưa được chuẩn nhận Triệu Kinh Nông cũng qua đời tháng 5 năm 2004. Giám mục Casimir Lộc chọn em ông là Giám mục Giáo phận Khang Định Gioan Baotixita Vương Nhã Hàn làm Giám mục Giám quản Giáo phận. Năm 2011, Tòa Thánh công bố việc bổ nhiệm một người em khác của ông, Gioan Vương Nhã Vọng, làm Giám mục chính tòa tiếp theo của Giáo phận này, kế vị Giám mục Lộc. Giám mục Vương Di Lộc qua đời ngày 14 tháng 2 năm 2017.